# مدخنة

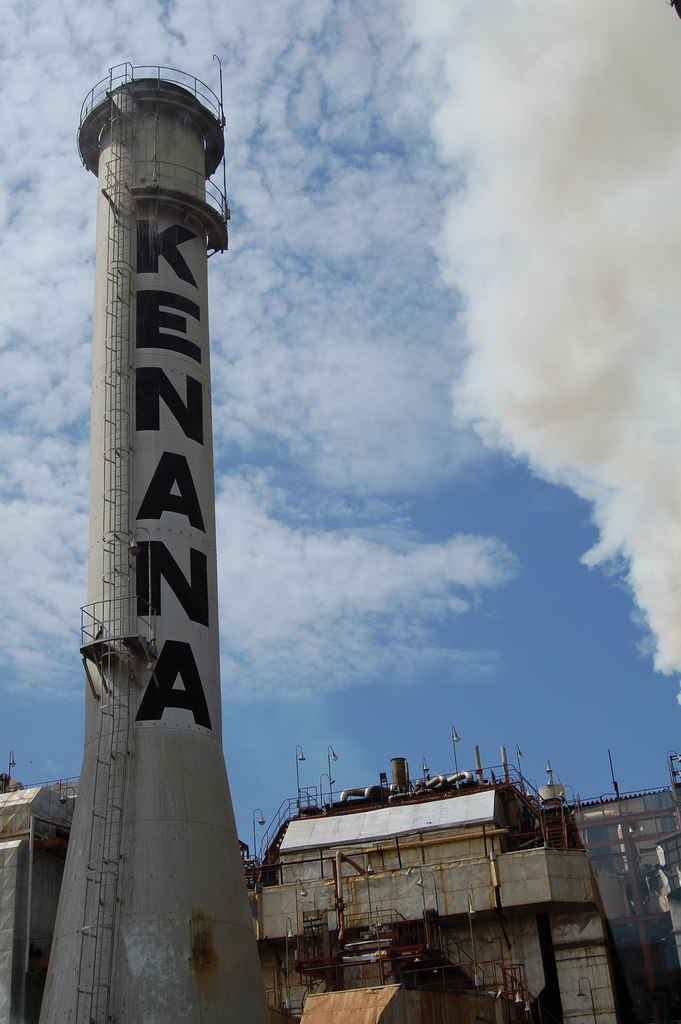
مدخنة مصنع سكر كنانة بالخرطوم.

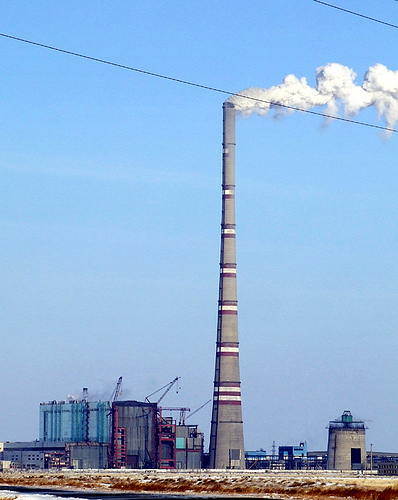
أطول مدخنة في العالم في كازاخستان وطوله 417 م.

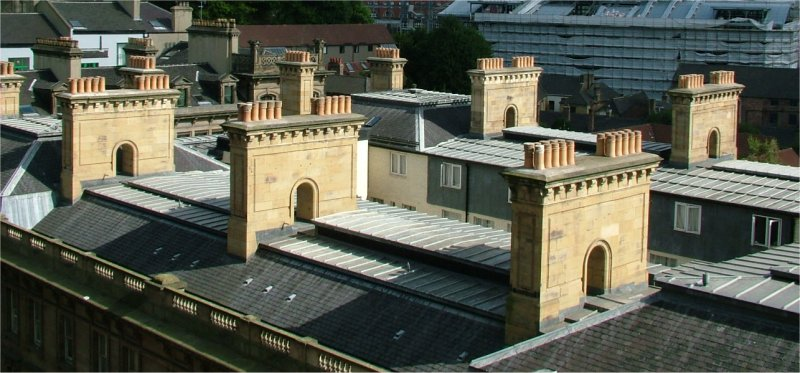
المداخن على مباني في نيوكاسل أبون تاين، إنجلترا

المدخنة أو المصطلى منشأة معدة لتهوية غاز العادمة والأدخنة المنبعثة من الغلايات والمواقد والأفران والمستوقدات. يجب أن تكون المداخن عمودية تماما وإن تعسر هذا فيحبذ أن تكون عمودية ما أمكن. لتأمين سيرورة تدفق الغاز بسلاسة. ودخول الهواء إلى حجرة الاحتراق عن طريق ما يسمى علميا مفعول المدخنة. يعرف تجويف المدخنة بالمجرى. ومن المألوف مشاهدة المداخن في المباني وفي القطارات والسفن.
يستخدم مصطلح داخون للإشارة إلى مدخنة القاطرة أو مدخنة السفينة.

## حركة الدخان ونواتج الاحتراق
تقوم الغازات بتوصيل الحرارة المنبعثة من الاحتراق إلى أماكن استخدامها في الصناعة، وبعد ذلك تصبح هذه الغازات نواتج عديمة الفائدة ينبغي التخلص منها، وإن تركيبها أو وجود بعض العوالق فيها يحتمان ضرورة اختيار المنطقة الملائمة لإطلاقها حيث لا تؤذي الجوار، ويلزم أحياناً معالجتها وتنقيتها قبل التخلص منها، فيجب إذن:
- تسيير الغازات ضمن المُبادل الحراري للاستفادة من حرارتها.
- إرسالها بعد ذلك إلى مكان التفريغ من دون أن يحدث أي تسرب أو تراجع.
- استخراج المواد العالقة بها قبل إطلاقها إذا اقتضت الحال.

### الاحتراق الكامل
هو احتراق وقود يحوي الفحم والهدروجين وبعض الأكسجين والآزوت أحياناً، وينتج من ذلك ثاني أكسيد الفحم CO2 وبخار الماء ونيتروجين والأكسجين الزائد. يكون غاز الفحم مؤذياً إذا ارتفعت نسبة تركيزه في مكان سيئ التهوية، أما إذا كانت المواد المحترقة تحتوي على الكبريت فسينتج من الاحتراق غاز بلا ماء حمض الكبريت SO2 ذو الخواص المخرشة المؤذية عند انحلاله بالماء.

### الاحتراق غير كامل
وفيه يتحول الوقود إلى غاز أول أكسيد الفحم CO السام والشديد الخطورة، وتتضمن الغازات المنطلقة في هذه الحال حموض الفحم التي يتكاثف بعضها كقطيرات زفتية الشكل على ذرات الفحم، مما يعطي الشكل المعروف للدخان، وتترسب على جدران المداخن على شكل «سخام»، ويمكن أن تُطرد خارجاً بفعل الغازات المندفعة. يمكن لغازات الاحتراق الناتجة من وقود مشتقات النفط أن تتكاثف كقطيرات حمضية (رذاذ) عند مرورها في المناطق الأكثر برودة إذا لم يكن احتراقها كاملاً، فإذا اختلطت هذه القطيرات مع الذرات التي لم تشتعل من الوقود النفطي، أعطت ما يشبه الدخان الناتج من الفحم الذي لم يحترق جيداً في أثناء التصنيع وهو مؤذٍ ومسبب للتلوث. إن أنواع الوقود التي تترك رماداً بعد الاحتراق تنتج غازات محملة بالغبار، كما أن استعمال مختلف أنواع الفحم وقوداً ينتج غازات بخار الماء فيها قليل، بينما يعطي الوقود الغازي الهدروجيني غازات رطبة (وهذا ضروري من أجل تسهيل مرورها في المناطق المنخفضة من المسار). يتبين مما سبق أن الغازات التي يجب التخلص منها عبر المدخنة هي:
- غازات صافية.
- أدخنة صافية، أحياناً مؤذية ومخرشة مع احتمال وجود دخان العرّاط.
- أدخنة محملة بجزيئات سوداء بمقادير مختلفة.
- أدخنة بخارية.

ينتشر الدخان بصورة أفضل كلما كان منسوب إطلاقه أعلى في الجو. ويتبع هذا المنسوب لارتفاع المدخنة ولسرعة اندفاع الدخان الصاعد فيها، والذي يستمر صاعداً بسبب حرارته ضمن طبقات الجو الأكثف نسبياً، ثم يميل إلى الشكل الأفقي تبعاً لاتجاه الريح مع استمرار انتشاره وتوزعه إلى أن تنخفض حرارة مكوناته إلى حرارة الجو المحيط فتبدأ بالهبوط إلى الأرض ليتوضع على مسافات متناسبة مع مربع ارتفاع المدخنة، وبسماكات متناسبة عكساً مع هذا المربع. وفي المجمعات السكنية حيث الأبنية على ارتفاع واحد تقريباً، لا تُلاحظ الغازات الناتجة من الاحتراق الكامل، لأنها تتلاشى بسرعة مادامت فوهات المداخن أعلى قليلاً من السطوح والشرفات العليا
إن التعليمات الرسمية المتعلقة بمداخن الأبنية في أغلب دول العالم تمثّل المتطلبات التي تضمن عدم إلحاق الأذى بالجوار في حالة الاحتراق غير الكامل، حيث تنتشر أدخنة سامة وذات روائح كريهة وتسبب ترسب أوساخ مخرشة. فمن الضروري اختيار مواد الوقود بعناية والاهتمام بحرقها حسب الأصول، والتخلص من النتائج المؤذية.
في المراجل الضخمة، يستعمل عادة وقود رخيص الثمن كالفحم الناعم، لذا يجب اختيار مواقع المدخنة بدقة، وزيادة ارتفاعها لكي يتم توزع الغبار المرافق لذرات الفحم على مساحة أكبر خارج المناطق المأهولة قدر الإمكان. ولكن هذا لا يفيد إلا في تخفيف حدة التلوث الذي من الأفضل الحد منه بإزالة الغبار من الدخان قبل إطلاقه في الجو، الأمر الذي يعد سهلاً بالقياس لضخامة هذه المراجل.
```
قد يؤدي عدم تنظيف المداخن إلى نشوب حريق فيها، خاصة مع وجود مواد زيتية.
```

## الطريقة الطبيعية لعمل المدخنة
يطلق اسم المدخنة عادة على القسم الشاقولي من مسار غازات الاحتراق، تمييزاً من الدارة التي تسلكها هذه الغازات من مكان الاحتراق إلى المدخنة مروراً بجميع الموصلات اللازمة لذلك. فلإمرار خليط الهواء والغازات في الدارة ما قبل المدخنة، ولجعل هذا الخليط يتحرك ضمن المسار المحدد له، يلزم أن يكون ضغط الهواء عند المدخل أكبر منه عند المخرج. ومبدئياً، يكون ضغط الهواء عند المدخل مساوياً لضغط الجو الطبيعي، ومن الضروري إحداث ضغط أقل عند قاعدة المدخنة لكي تبدأ عملية سحب الهواء عبر مكان الاحتراق، الأمر الذي يعد من خصائص كل مدخنة. ويتناسب سحب الهواء طرداً مع جداء مربّع ارتفاع المدخنة وفرق الكثافة بين الجو الخارجي وبين الغازات الساخنة. إلا أن السَحْب يتناقص بسبب الاحتكاك بجدران المدخنة مما يخفف سرعة انطلاق الغازات عند الفوهة العليا، فمن أجل مقطع مفروض وغزارة محددة يبقى الارتفاع هو العامل الذي يجب أخذه بالحسبان للحصول على السحب المطلوب. ويمكن التحكم بعملية الاحتراق بالتحكم بكمية الهواء الداخل إلى مكان الاحتراق.
في المداخن ذات الارتفاع البسيط يتأثر السحب بتيارات الهواء عند فوهة المدخنة، وعادة يجري تحسين خروج الغازات بوضع أغطية توجه ذاتياً مع اتجاه الرياح، أو بوسائل أخرى تختلف من منطقة لأخرى.

## الطريقة القسرية لعمل المدخنة
لابد من دفع الهواء أو سحبه أو كليهما عندما لا يكون بالإمكان تنفيذ مداخن عالية أو واسعة (مداخن القطارات مثلاً)، وقد يوضع مكان الاحتراق كله تحت الضغط، الأمر الذي يوجب استعمال سماكات أكبر لجدرانه مما يفيد في زيادة العازلية.

## المداخن المعدنية
في المنشآت الصناعية التي لا حاجة لنزع المواد الصلبة من نواتج احتراقها، تبنى المداخن من صفائح معدنية تُحمى من الداخل بطبقة سمكها 3 إلى 4سم من مونة الإسمنت الألمنيومي والإسمنت البركاني؛ وذلك لمقاومة اهتراء المعدن من جراء تعرضه للأدخنة الحمضية. تثبت هذه الطبقة على شبك معدني ملحوم إلى الجدار المعدني للمدخنة.

## وصلات خارجية
- نهاية أطول مدخنة في بولونيا على يوتيوب